# 同志神學
同志神学是一種神學理論，由酷儿理论發展而來，最初由马塞拉·阿尔塔斯-里德、米歇尔·福柯、蓋兒·魯賓、伊芙·科索夫斯基·塞奇威克以及朱迪斯·巴特勒等學者建立。同志神學理論認爲非常規性別和酷兒的欲望一直存在於人類的歷史當中，包括傳統信仰以及諸如猶太經文、《聖經》等宗教經典。

## 同志神學之起源

### 後現代社會的興起
後現代主義在二次大戰後興起，相對於前現代的一貫思潮，後現代主義是當代基督宗教神學理論所觸及的熱點之一。就其本有意向而言，後現代主義在社會運動、哲學反思諸領域表現出對宗教信仰及其神學理論的抨擊和否定。但這種後現代思潮的反傳統性和批判現代性的精神，卻在當代神學中引起了積極反響，導致神學引發人新的發展動向。天主教神學家孔漢思認為後現代表明一種探索，是用來說明一個新時代的探索。
祈克果強調要主觀地從自己生活中去體驗宗教，並探索生存意義的態度，他與德國哲學家尼采被並列為「存在主義」（Existentialism）的先驅人物。而存在主義，正是後現代思想的思流之一。無神論的存在主義卻走向灰色、悲觀的虛無主義裡去。法國的沙特是其中一個代表人物，他的名言是：『人生就是個死谷』。到了六十年代以後，許多更激進的神學思潮開始興起。雖然這些神學流派觀點不同，但他們都同樣深受後現代思潮的影響，強調信仰的「存在當下」意義。因此他們都否定理性在宗教探索上的功用，而強調以主觀情境化（Contextualization）的體驗來代替，所以產生了種種所謂「情境化神學」，諸如「黑人神學」（Black Theology）、「女性神學」（Feminist Theology）、「解放神學」（Liberation Theology）等。但是同時，他們又否定啟示性真理的存在，拒絕承認基督教福音的獨特性，而肯定多元主義的宗教觀。
雖然後現代主義反對現代主義裡的單一、二元、絕對性的思想方式，但並不意味著後現代主義反對過去的一切。不可避免的，基督宗教也有著後現代的運動。有著豐富傳統的基督宗教，天主教向來承認三項權威：教會本身、教會領袖、聖經，而宗教改革後，所謂新教－基督教則是採納「惟信聖經」（Sola Scriptura）的立場。新教以降，在基督教世界裡，唯一可以相信的就是聖經。在某些新教的宗派裏，聖經具有「聖經無謬論」、「聖經靈感論」的說法。同性戀絕對是罪惡的、需要醫治、改正的，但也正因為聖經，開始出現了一群神學家並不認同傳統的解經方式，多方學者卻從同樣的經文當中，讀出不一樣看法。

### 同志神學主要進路
同志神學是嘗試整合二十世紀中期的同志運動與及基督教信仰，相信上帝並不視兩個自主的成人同性情愛關係為罪；並認為傳統教會對同性性行為是罪的理解是壓迫和誤解。同志神學的觀點大都主張，聖經作者並非主張同性之間發生性行為為罪，又或是寫作的文化背景沒有性傾向的概念；故此教會要與時並進，接納同性戀合乎基督信仰中所指的神的心意。詳細可參考有關同志神學學者的著作。
同志神學對傳統經文的拆解，主要進路有二：（一）誤解論，即嘗試指出經文的焦點不在於兩情相悅的同性戀關係，而是其他罪行包括性暴力、孌童、偶像崇拜等。（二）過時論，即聖經的確有禁止同性性行為，不過因種種原因，只適用於聖經寫作的時代，不大適用於今天的著重個人自主、人權、兩性平等的狀況。

### 同志神學較具原創性學者
- John Boswell[6]（本身為同性戀者）
- Robin Scroggs[7]（本身為非同性戀者）
- Jacob Milgram
- Bernadette J. Brooten

## 同志神學對聖經的詮釋
同志神學首先強調的便是「詮釋學」本身的重要性，是非常重視準確無誤的解讀聖經原始信息。歷史的事實告訴我們，聖經是漸漸形成的，而不是上帝從天上寶座丟下來給人類的。在聖經的形成過程中，有許多人為的因素介入，絕非一般基督徒想像中那麼單純。要瞭解聖經的形成過程，必須先瞭解何謂「正典」：在猶太教和基督宗教形成的歷史過程中，有許多五花八門的信仰文獻出現，猶太教與基督宗教的領導階層（祭司、文士、拉比、教父、教皇）為了統一宗教思想，避免出現混淆或衝突的說法，遂以召開會議或由少數權威人士主導的方式，將他們（沒有女性參與其中）認為不合乎信仰正統的文獻排斥在正典之外。這段歷史約從公元前621年到在1546年舉行的「天特會議」（The Council of Trent）中，27卷新約連同七十士譯本（包含次經）被天主教會接納為聖經正典。

「釋經」就是讀聖經的人對所讀到的聖經文字作出意義與實踐上的詮釋。這個過程必定牽涉到個人的經驗、認知與判斷，所以，沒有一種釋經立場是全然客觀中立的，換言之，當某一個人對聖經文字作出詮釋之後，就是選擇了某一種立場，向某一邊靠攏，因此任何基督徒團體都無權宣告自己掌握惟一真理－這正是後現代主義的精隨所在。
|                                              | 我重新問：「何謂詮釋學？」誠然，沒有人能在讀出（auslegen）經文意義的過程中，卻不同時讀入（einlegen）某些東西。而且，沒有一個詮釋者可以免於「加入多於取出」的危險。 |
| ——Karl Barth，「羅馬書釋義」1933年英文版序言 | |

相對於傳統派使用直譯法（literal approach），讀者用（受到傳統教會影響的想法）字面去詮釋經文，「讀到甚麼，就是甚麼」，同志神學著重於文本處境法（contextual approach），認為當聖經寫作者以其自然固有的語言、文法、文體寫下見證信仰的文字時，上帝透過他們對我們傳遞「信息」，而對聖經信息的詮釋，必須建立在對原始語言與文化背景的認識上。

### 創世記
相對於傳統派，同志神學在創世記的記事中提及上帝造男造女所用的字詞，是「生物性」而非「社會性」的用語，所以創世記作者與編者的用意並不是在談論人的「關係」（更不是婚姻關係），而是在說明人類與創造上主之不同、人類與其他動物一樣，是有性別之分、要繁殖與生養眾多。換句話說，創造神話的主旨，並不在於人類的性關係，乃是在於說明上帝創造人類有男有女，並透過男女結合可以繁殖。而同志也是男性、女性，與上帝的創造相符，因此用創造秩序來否定同志，並不恰當。
其次，針對同志關係不符合「男女結合」的聖經教導，不同於傳統的觀點指出，在創世記第二章中，上帝造了一個「人」（hā ādām，中性），然而上帝看「那人」（hā ādām，中性）孤單，但發現牲畜、飛鳥、野獸都沒有一個適合作那人的伴侶，於是創造另一個「幫助者」。在上述生殖導向的前提下，這兩個人有了陰、陽之分，但其實這段經文所強調的，應是兩個同為人類之間伴侶的關係；性別不是重點，互助才是上帝的原意。

### 利未記
「厭惡」在希伯來文是toeah，在七十士譯本裡的翻譯是「不潔淨」的意思，換句話說，我們必須以「潔淨標準」來重新詮釋這些規定。利未記所說的潔淨，與「分別為聖」、「秩序」這些觀念，都與以色列人民亡國後產生的復興運動思想有關，希伯來祭司要以色列人與外邦人之間建立嚴格的政治/種族/文化/宗教區隔。因此，這些禁令，既是宗教的，甚至是政治的。這兩段經文將男性性行為視為不潔淨，有可能的原因有二：
1. 男性性行為是迦南宗教的敬拜儀式，也就是申23：17-18所禁止的男性廟妓職業，因為是偶像崇拜的異教行為，所以不潔淨。
2. 十八章22節的原文提到男性（male，社會用詞）跟男人（man生物用詞）發生性關係，如同跟女人（woman生物用詞）發生性關係一樣，是可憎惡的，只要是建構在當時的社會文化下，男人應該遵守社會期待所扮演的性角色與女人性交。因此，跟「男人」性交的「男性」，是在破壞社會秩序的「純粹」。

總而言之，這兩段屬於「聖潔條例」的經文，它們跟以色列的文化、宗教密切相關，舊約中與聖潔條例說不可行的「可厭惡的事」還有很多，為什麼今日我們只遵循某些規範，而不奉行全部？直接引用聖潔條例來反對同志，在倫理學上顯然不是合宜的作法。

### 羅馬書
無庸置疑，保羅在這裡所描述的，是非猶太人所從事的同性性行為，然而在他描述這些行為的時候，並沒有使用他在其他地方習慣形容「罪」的字眼，如：hamartis、anomia、adikia、asebeia……等等；相反地，他在這裡所使用的是跟「社會價值」有關的字眼：pathe atimias（社會不容許的欲望）與aschēmosynē（不見容於社會）。保羅在書信中使用「自然」para physin這個字七次（包括了羅2：14、羅11：24、林前11：14、加4：8、以2：3），都在談論宗教或文化。因此，保羅對「自然」或「本性」的定義是有關並受限於他有限的宗教與文化現況。在保羅書信中，男生留長髮不合本性、女人在公開場合禱告與講道也不合本性，而今日的人瞭解這是保羅男性中心的觀點，是受到社會風俗影響，與人的本性無關。當然，保羅在羅馬書中提的本性，有可能是指人的天性，但他所批判的，極有可能是針對當時希臘、羅馬文化中的同性性行為，特別是指「孌童」，就是成熟男性利用年輕的男童作為性的對象，藉此獲得性的經驗與滿足。這些成年男性，大都是過著異性戀生活的人，保羅譴責這種男性之間的性行為，因為這違反了他們異性戀取向的本性。因為在保羅有限的認知裡，並沒有現代人所理解的同志性傾向，對保羅而言，每個人都是異性戀，因此運用保羅的觀點來反對同志，將會遇到受限於文化與社會的問題。
另外，已退休的Fuller神學院倫理學教授Smedes認為，這段傳統被拿來反對同志的經文必須透過對上下文的瞭解重新被詮釋。這段經文邏輯前提所譴責的人，是一群不感謝真神、不榮耀真神，反倒去敬拜假神、並在儀式中進行同性性行為的人，這與當代對同志的定義與認知完全不同。也就是說，保羅譴責同性性行為是因為這些人的性對象是廟妓（男性與男性廟妓、女性與女性廟妓），保羅反對這種性行為因為這違背了基督信仰的教義—偶像崇拜。並且，當代保羅所認知的同志，與所說那些從事同性性行為的人，是完全不同的。

### 哥林多前書
目前通行的聖經譯本均使用「作孌童的」（arsenokoitês），然而，這樣的翻譯與解釋是需要被更正的。arsenokoitês是由arsen（男人）與koit（床）兩個字所組成，而這個字的後半部份通常都和放蕩的性行為連結在一起。因此，arsenokoitês較好的翻譯應該為「男性的娼妓」，而歷史資料也指出直到西元四世紀，這個字都被解釋為「男娼妓」。此外，保羅所處的時代，充滿了同志情慾文學，但包括Herodotus、Plato、與Aristotle等名作家，都幾乎不用arsenokoitês這個字來指稱同志。甚至與保羅同時代的猶太學者Josephus和Philo，他們都認為所多瑪城是由於同性性行為而被滅，卻也從未使用arsenokoitês來描述同志情慾或行為。許多早期基督教作家與拉丁教父，也都將arsenokoitês譯為「男性廟妓」，或是指賣淫、不公義的剝奪等等。因此，將arsenokoitês翻譯為男性廟妓或男性娼妓是到目前為止最合理的推論，而這兩者並不等於同志。

### 提摩太前書
「親男色的」（malakos）一詞在考據上，也需要更正：malakos這個字，基本意思是「軟」，而它的其他翻譯則十分多元。在太4：23、9：35、10：1解作「疾病」，在太11：8則指「軟細」的衣服，其他的翻譯更包括優柔寡斷、貪戀、懦弱、沒勇氣……等等。而且，malakos在希臘文中從未被使用來指稱同志或同性性行為，教會在宗教改革時期，甚至認為malakos意指手淫。因此，malakos與同志完全沒有關係。然而可惜的是，1946年以前的英文聖經，malakos被翻成effeminate（女性化、無男子氣概），但之後開始被翻譯成homosexual或sodomites。這樣的翻譯主要是因為社會對男同志女性特質的刻板印象，甚至是一種對擁有女性特質之男性的歧視與偏見。

## 同志神學之影響
概括來說，同志神學雖無一個精確的定義，但基本精神就是在後現代時期，反對與不反對同志的人，都將聖經視為權威，而學者們則對於聖經中的字句有了更清楚的考據，也明白在翻譯上時常有人為的不夠精確，甚至是錯誤。同志基督徒在這樣的改革下，有了存在的價值，不會再因為自己性取向，而認為自身需要被改變，就像左撇子一樣的自然、正常。
其實在中古世紀的歐洲，「左撇子」也曾經被視為惡魔附身，必須處死。

雖然教會兩千年的傳統，一向是反對同志的，但近代歐美教會開始重新檢視教會傳統對同志的態度，經過近五十年的辯論、對話、以及改革，目前全球各教派對於同志的官方立場對同志的態度已經開始轉變。就像科學真理、民主政治、婦女權益、奴隸制度等等，同志議題已促使傳統教會再次進行自我批判與改革。

### 出处
1. ↑  Cheng, Patrick. . New York: Seabury Books. 2013: 4. ISBN 9781596272415.
2. ↑  Schleicher, M. . Literature and Theology. 2011-11-17, 25 (4): 422–435  [2022-03-18]. ISSN 0269-1205. doi:10.1093/litthe/frr051. （原始内容存档于2021-12-28）.
3. ↑  Cheng, Patrick S. . New York: Seabury Books. 2011: 9–20  [2022-03-18]. ISBN 978-1-59627-132-6. OCLC 670477054. （原始内容存档于2020-07-27）.
4. ↑  Cornwall, Susannah. . London: SCM Press. 2011: 2–8. ISBN 978-0-334-04355-3. OCLC 704376055.
5. ↑    1. 何善斌. . 2005-04-06.[永久]
6. ↑    1. John Boswell. . London: The University of Chicago. 1980. ISBN 0-226-06711-4 （英语）.
7. ↑    1. Robin Scroggs. . London: Fortress Press. 1983. ISBN 0800618548 （英语）.

### 書目
1. Robert L. Brawley (ed.), 1996, Biblical Ethics & Homosexuality: Listening to Scripture, Louisville: Westminister John Knox.
2. Alan A. Brash, 1995, Facing Our Differences: The Churches and Their Gay and Lesbian Members, Geneva: WCC.
3. Karl Barth, translated by Edwyn C. hoskyns, 1933, The Epistle to the Romans, London: Oxford University Press.
4. 鄭果，「從聖經看同性戀結合的錯誤」，大使命雙月刊（第50期），2004年6月。
5. 台灣基督長老教會總會研究與發展中心，2004，同性戀議案研究方案報告書，台北：永望。
6. 同光同志長老教會，2001，暗夜中的燈塔：台灣同志基督徒的見證與神學，台北：女書文化。
7. Choon-Leong Seow (ed.), 1996, Homosexuality and Christian community, Louisville: Westminster.
8. Daniel A. Helminiak, 1995, What the Bible Really Says About Homosexuality, Alamo Square Press.
9. 丹尼爾 海明尼亞克，2015中文版，聖經究竟怎麼說同性戀（页面存档备份，存于），台北：友善築橋。
10. 王永信，「不要被神放棄」，大使命雙月刊（第50期），2004年6月。
11. Merton P. Strommen著，吳秀瑩譯，2004，教會與同性戀：尋找中間地帶，香港：道聲。
12. Janet Robertson，2003，同志無罪，神很OK！，高雄：迦南教會。
13. Walter Wink (ed.), 1999, Homosexuality and Christian Faith: Questions of Conscience for the Churches, Minneapolis: Fortress.
14. Juan Luis Segundo, 1975, The Liberation of Theology, New York: Orbis.
15. 羅秉祥，1992，黑白分明：基督教倫理縱橫談，香港：宣道。
16. Jeffrey S. Siker (ed.), 1994, Homosexuality in the Church: Both Sides of the Debate, Louisville: Westminster John Knox.
17. 張懋禎，2005，從聖經詮釋看同志議題。

### Podcast
1. 神 / 上帝的酷兒 Queer Of God （页面存档备份，存于）

## 外部連結
- Homosexuality and the Bible（页面存档备份，存于）
- The Bible, Christianity, & Homosexuality（页面存档备份，存于）